# 씨랄라
씨랄라(sealala)는 대한민국 서울특별시 영등포구 문래동에 위치한 워터파크 겸 온천, 찜질방이다. 4계절 내내 물놀이를 즐길 수 있다.

## 놀이 시설

### 워터파크&스파
- 유수풀
- 비치풀
- 슬라이드
- 넥샤워
- 유아 슬라이드
- 아쿠아 키즈랜드
- 연인탕
- 이벤트탕

### 찜질방
- 황토불가마
- 참숯방
- 원적외선방
- 아이스방
- 수면실
- 유아놀이방

## 교통
도심 속에 있어서 어렵지 않게 찾을 수 있다. 약 460m 떨어진 곳에 서울 지하철 2호선 문래역이 있으며, 이곳에 가려면 문래역 4번 출구로 나가면 된다.